# Parco nazionale di Őrség
Il parco nazionale di Őrség è il parco nazionale ungherese più recente, creato nel 2002. Il suo nome fa riferimento al territorio dell'Őrség situato all'estremità occidentale del Bacino dei Carpazi, al confine con Austria e Slovenia.